# Metro 2034
Metro 2034 (Russian: Metro 2034) je roman napisan od strane ruskog autora Dimiri Glukhovski i nastavak je njegovog romana Metro 2033. Iako je Metro 2034 zvanično nastavak priče Metro 2033, 2013 video igra Metro: Last Light - nastavak na video igru od originalnog romana - nema sličnosti sa romanom u svom zapletu. Metro: Last Light je adaptiran po romanu Metro 2035.

## Zaplet
Na jugu Metroa, Sevastopolskaya Station se oslanja na redovne isporuke municije i druge robe iz centralnih stanica da bi preživeli. Bez objašnjenja, komunikacija se gubi, a zalihe počinju da se troše. Nekoliko istraživačkih grupa odlazi u istragu, ali se ne vraćaju.
Hunter, koji je nestao tokom dešavanja u Metro 2033 je sad teško istraumiran, radi kao granični čuvar u Sevastopolskaya. Dobrovoljno se javlja da vodi poslednji pokušaj u uspostavljanju kontakta sa centralnim stanicama Metroa pre nego sto stanica mobiliše vojsku i uputi se na sever. Društvo mu pravi Homer, starac koji traži inspiraciju za knjigu. Hunter stupa u kontakt sa stražarima na Tulskaya stanici, ali posle rasprave vrata se hermetički zatvaraju. Hunter govori Homeru da je stanica osvojena od strane bandita i mora biti uništena, ali Homer pronalazi dnevnik koji je ostavljen od prethodnih ekspedicija, što ukazuje da je stanica bila zaražena smrtonosnom bolešću.
Obilazeći kroz napuštenu i ozbiljno ojačanu Kakhovskaya stanicu susreću se sa tinejdzerkom ćerke izganog Avtozavodskaya staničnog vođe, koji je nedavno preminuo. Pridružuje im se i sve više nasilnički Hunter koji ubija nekoliko muškaraca dok su prolazili kroz Avtozavodskaya. Saša ga nekako pridržava, sprečavajući dodatne krvoproliće i tokom napada mutanta na Paveletskaya stanici, Hunter je ozbiljno povređen nakon spašavanja Saše. Saša veruje da može sprečiti Huntera da izvrši dalje zločine u svojoj misiji da zaštiti Sevastopolskaya, ali posle svađe Hunter nastavlja bez njih. Homeru i Saši se pridružuje Leonid, muzičar i ponovo se udružuju sa Hunterom na Dobryninskaya stanici.
Još nestabilniji Hunter odlazi u centar Metro-a, u Polis, kako bi okupio oružanu snagu da očisti zaražene stanice. Pratio ga je Homer, dok je Saša otišla sa Leonidom koji tvrdi da zna lek za bolest. Obilazak je bio nepotreban i Leonid priznaje da je to uradio kako bi proveo vreme sa Sašom. On joj govori da je bolest ranije napala u drugom delu Metro-a i otkriveno je da izlaganje radijaciji može izlečiti. Slaže se da joj pomogne u pokušaju da spreče Hunter-a da ih sve ubije.
Hunter otkriva da je njegov stari prijatelj Miller( pod nazivom "Melnik" u Metro 2033) vođa "Reda" - paravojne grupe posvećene odbrani Metro-a i koja je verovala da je Hunter mrtav. Miler ga snadbeva sa teško oružanim timom i Hunter se vraća u Dobryninskaya, dok se Homer bori sa svojom svešću da li će pokušati da ga zaustavi ili da pusti da se masakr nasatavi. Red se pojavljuje u Tulskaya i pripremaju se da pucaju na zaražene, samo da bi bili dekoncentrisani Leonidovom muzikom. Saša apeluje Hunter-u, i govori mu o mogućem lečenju. Snage koje su već bile smeštene unutar Tulskaya, koje je pokušavale da zadrže epidemiju, detonira ekspolziv koji je poplavio stanicu. Red se povlači i zatvara hermetička vrata, ostavljajući one unutra da se udave.
Nekoliko nedelja kasnije, Hunter i Homer su se vratili na graničnu stražu u Sevestopolskaya. Homer je tražio Sašino telo, ali bilo je nemoguće naći ga, ostavljajući njenu sudbinu nepoznatom.

## Izdanja
Metro 2034 je već preveden na neke evropske jezike, kao što su: nemački, holandski, litvanski, mađarski, italijanski, grčki, češki, poljski, srpski, španski, švedski, finski, slovački, gruzijski, bugarski, turski i korejski.
Roman je objavljen kao elektronska knjiga od strane Gollancza na engleskom, 20.februara 2014. Izdanje je objavljeno u Velikoj Britaniji 13.novembra 2014.

## Prijem
Roman je dobro primljen od strane kritičara i publike. Knjiga je bila popularna širom Rusije, gde je za samo šest meseci prodato oko 300.000 primeraka, čineći ga najvećim ruskim bestselerom 2009. Knjiga je objavljena i na internetu besplatno na zvanicnoj veb stranici Metro 2034, gde je preko milion posetilaca pročitalo knjigu.

## Umetnicki projekat
Glukhovski je pretvorio knjigu u umetnicki projekat, pozivajući poznatog ruskog elektronskog izvođača i hip-hop zvezdu Dolphin da napiše originalnu muziku za roman, dok je umetnik Anton Gretchko radio na galeriji uljanih slika.

## Spoljašni linkovi
- Zvanicna web strana